# 倫敦展覽中心
倫敦展覽中心（英語：Exhibition Centre London (ExCeL)），又稱ExCeL展覽中心，是一座位於英國紐漢倫敦自治市的展覽和會議中心，是歐洲最大且最多功能的其中一個展覽中心。中心毗鄰金丝雀码头和倫敦城市機場，由倫敦碼頭區北邊的皇家船塢改建而成。

## 體育場地
倫敦展覽中心是2012年夏季奧林匹克運動會的比賽場館之一，七項比賽（包括：拳击、击剑、柔道、跆拳道、乒乓球、举重和摔跤）在本中心的五個場館進行。

### 賽車
世界電動方程式錦標賽的伦敦电动大奖赛於2021年7月在倫敦展覽中心舉行雙重賽，赛道分室内和室外部分，室内部分位于伦敦展览中心，室外部分位于皇家码头周围的公路。

## 外部連結
- 官方网站（英文）